# Andropolia sansar
Andropolia sansar là một loài bướm đêm trong họ Noctuidae.